# Соколів (Львівський район)
Соколі́в — село в Україні, у Новояричівській селищній громаді Львівському районі Львівської області. Орган місцевого самоврядування — Новояричівська селищна громада. До 2020 року Соколів разом з селами Великосілки, Малі Нагірці та Нова Лодина підпорядковувалися Великосілківській сільській раді, нині ці села входять до складу Великосілківського старостинського округу. Населення за переписом 2001 року становило 362 особи. 

## Географія
Село Соколів розташоване у басейні Вісли, через струмок, що витікає з села Великосілки і впадає у селі Вирів до річки Горпинка (ліва притока Західного Бугу) та за 37 км від обласного та районного центру — міста Львова, за 15 км від центру громади села Новий Яричів і за 13 км від залізничної станції Колодно. На півдні межує з селом Малі Нагірці, на сході — з селом Великосілки, на півдні — з селом Банюнин та на заході — з селом Вирів.
Вулиці
У Соколові налічується 3 вулиці.
- Зарічна
- Миру
- Хмельницького Богдана

## Населення
У 1880 році у селі мешкало 483 особи, у 1927 році — 563 особи, у 1939 році — 640 осіб. За даними всеукраїнського перепису населення 2001 року у селі мешкало 362 особи.
Мова
Розподіл населення за рідною мовою за даними перепису 2001 року був наступним:
| українська | 362 | 100,00 |

## Історія
Перша згадка про село Соколів  датується 1456 роком. Наступна згадка датується 1515 роком. В ній повідомляється про неможливість отримання податків від селян через зруйнування села волохами і татарами.
| ?        | Ян Сандвіч Бранницький                              |
| 1479 – ? | Михайло Кай, дідич Деревлян, відомий як Меховицький |
| 1498 – ? | неповнолітні Ян та Магдалина, діти Станіслава       |

На початку XIX століття у селі працювала кузня.
У 1880 році в селі був 71 будинок, 474 мешканці у ґміні та один будинок з дев'ятьма мешканцями в маєтку. Загальна чисельність населення Соколова становила 383 особи, з них: 463 греко-католики, 5 римокатоликів та 15 ізраелітів, а за національною ознакою було 460 русинів та 23 поляки. Місцеві римокатолики були приписані до римо-католицької парафії у Желехові, а греко-католики — греко-католицької — у Вирові. У селі була церква, філіальна школа та позичкова каса ґміни з капіталом у 1427 злотих.

### Польська Республіка(1918—1939)
В Другій польській республіці (1918-1939 рр.) село було сільською комуною.
9 листопада 1926 року в адміністративному центрі повіту — місті Кам'янка Струмилова відбувся повітовий народний з'їзд делегатів Українського національно-демократичного об'єднання. Одним з членів Повітового народного комітету став селянин з Соколова Петро Кашуба.
З 1 серпня 1934 року в межах реформ село входить до складу гміни Дідилів Кам'янко-Струмилівського повіту Тернопільського воєводства Республіки Польща.
Станом на початок 1939 року у Соколові мешкало 640 осіб, з них: українців — 635 та латинників — 5.

### Друга Світова війна: окупаціяТретім Рейхом(1941—1944)
З 11 серпня 1941 року село входить до складу Кам'янко-Струмилівського повітового староства (нім. Kreishauptmannschaft und Gemeindeverband Kamionka-Strumilowa «окружне староство і об'єднання гмін Кам'янка-Струмилова») дистрикту Галичина Генеральної губернії.

### Закінчення війни та діяльністьОУН-УПАна теренах села
«У вересні, 1946 року, в одному з господарств села квартирували три молоді бійці УПА на псевдо: «Орел», «Лиско» і «Черемха». «Черемха» був родом із сусіднього села Великосілки. Один хлопець із Соколова, який навчався у Львові, був прихильником і симпатиком новій радянській владі, видав повстанців органам НКВС. Більшовицький гарнізон оточив господарство, де переховувалися повстанці і закликав здатися. Юнаки відмовилися та щоб не потрапити живими в руки ворога — застрілилися. Солдати НКВС спалили стодолу разом з тілами повстанців», — згадувала зв'язкова УПА Анна Гірна (уродженка сусіднього села Якимів).

### Радянська окупація (1944—1991)
1 квітня 1944 року невідомий злочинець на полі між селами Малі Нагірці та Соколів замордував священників Степана Навроцького та Йосифа Стернюка.
16 серпня 1944 року НКВС провів так звану «акцію» в селі Соколів та сусідньому Горпині — примусово мобілізовували чоловіків до лав Червоної армії.
З вересня 1944 до березня 1959 року село перебувало у складі Новомилятинського району Львівської області.

## Інфраструктура

### Освіта
У селі станом на 2023 рік працює одна школа — Загальноосвітня школа І ступеня с. Соколів, хоча від 1 вересня 2020 року діяльність навчального закладу тимчасово призупинена.

### Транспорт
Через село курсує приміський автобус № 222 сполученням «Львів—Якимів».

### Економіка
Починаючи з 1990-х років на території села швидкими темпами почав розвиватися бізнес. Сьогодні мешканці Вирова займаються підприємницькою діяльністю, як у в селі, так і поза його межами.
Найбільшою підприємницькою структурою зареєстрованою у Соколові є ПП «Дархан», що спеціалізується на розведенні свійської птиці. 

## Пам'ятки, визначні місця

### Церква Собору Пресвятої Богородиці
Дерев'яна церква Собору Пресвятої Богородиці збудована у центрі села у 1677 році. Відновлена у 1932 році. Невелика, приземкувата, тризрубна будівля стоїть на ділянці, яка обмежена кованою огорожею. Вхід на церковне подвір'я через дерев'яні ворота, накриті чотирисхилим дашком.
До вівтаря прибудовані ризниці: північна меншого розміру і накрита стрімким двосхилим дахом, південна — більша і має пологий двосхилий дах, який не закриває вікна з вівтаря. Бабинець, очевидно, видовжили розбудовою у західному напрямі. До нього прибудований рівноширокий присінок. Будівля традиційно оточена широким піддашшям, стіни під яким вертикально шальовані дошками, а над ним — ґонтами.

Божественна Літургія, яку очолює отець-настоятель Олександр Содомора (1958 рік, с. Соколів)

Бабинець та вівтар накриті двосхилими дахами, гребені яких завершують восьмибічні вежі з маківками. Світловий восьмерик нави накритий невеликою банею з ліхтарем і маківкою. На південь від святині розташована дерев'яна триярусна дзвіниця, на схід від неї можна побачити маленьку дерев'яну закриту каплицю.
Після об'єднавчого собору українських православних церков 15 грудня 2018 року церква належить Православній церкві України. До того часу була під юрисдикцією Української православної церкви Київського патріархату.
| 1905—1919 | о. Євстахій Хрущевський, парох села Вирів |
| 1921—1933 | о. Іван Курчаба, парох села Вирів         |
| 1933—1977 | о. Олександр Содомора                     |

с. Соколів. Церква Собору Пресвятої Богородиці з дзвіницею
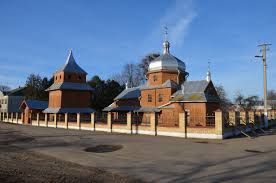
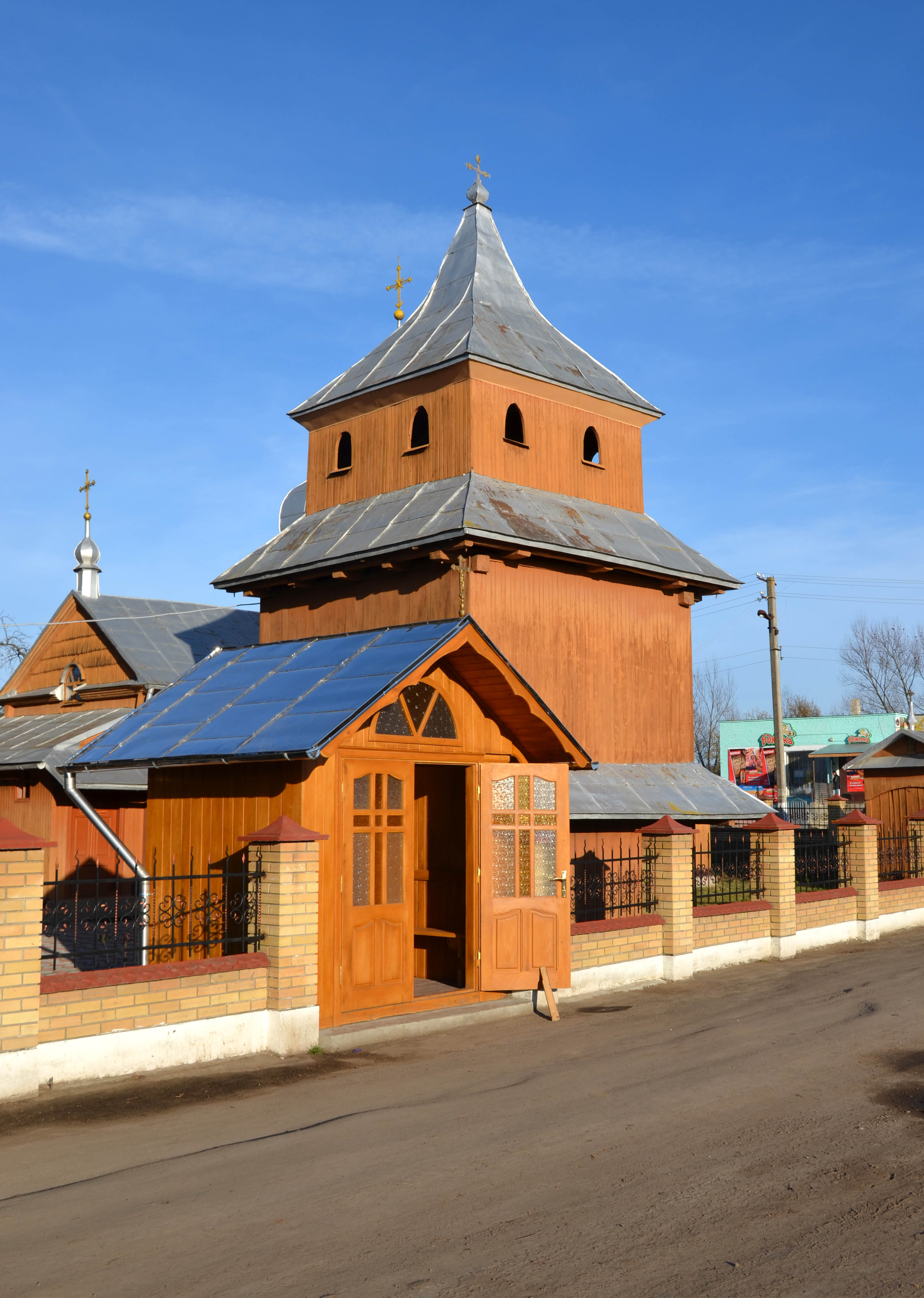
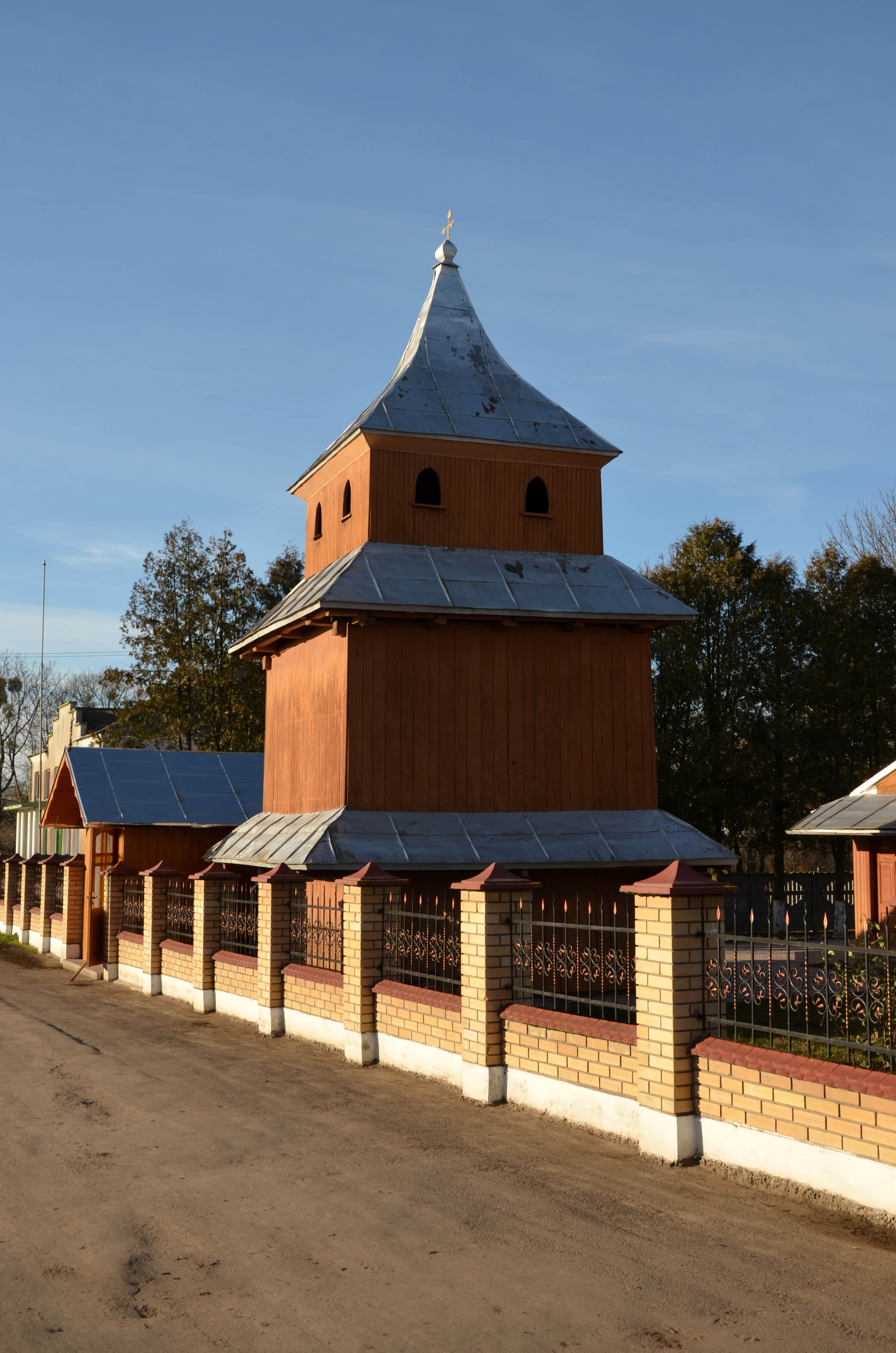
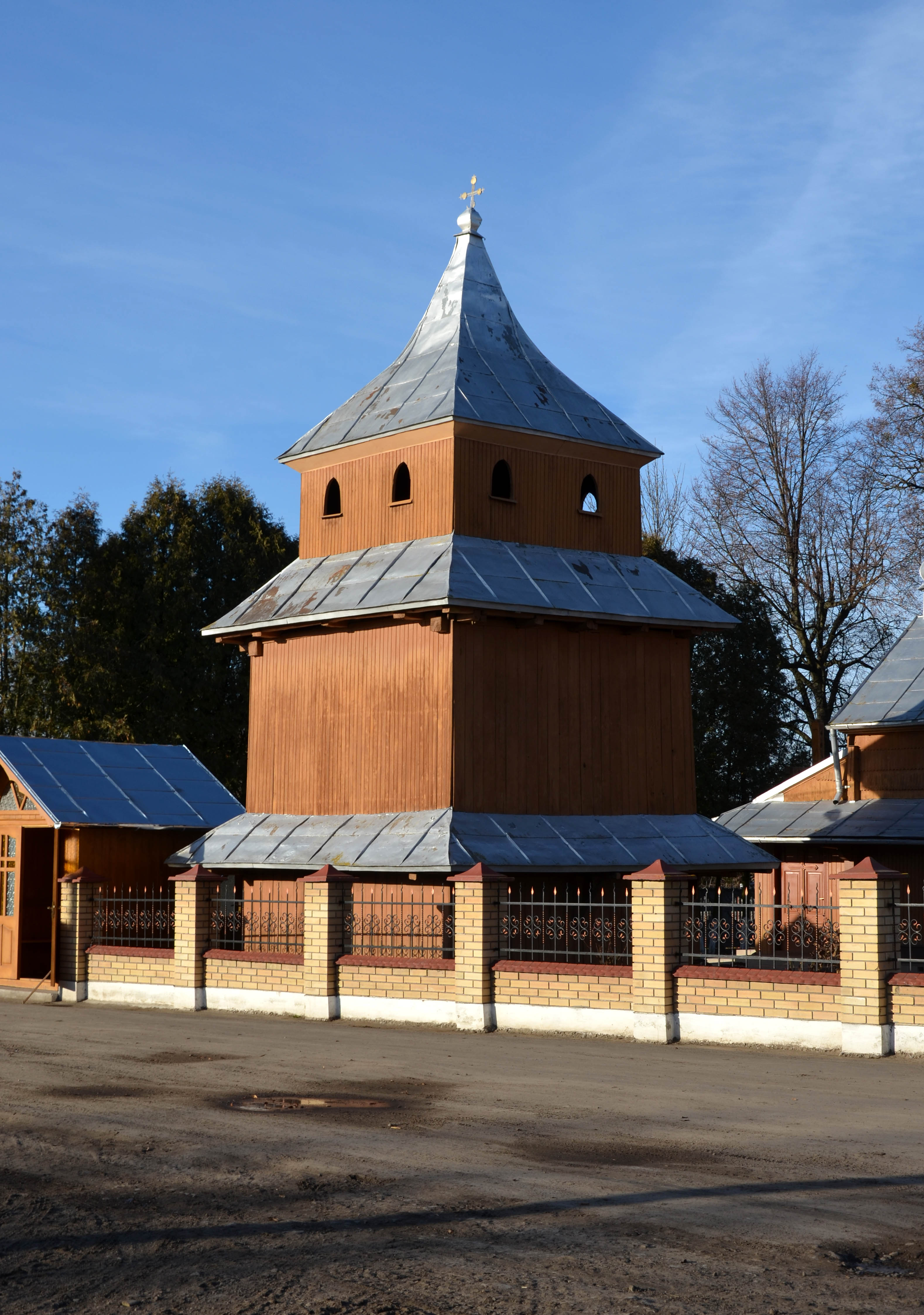

## Археологічні розвідки
За 1,5 км на південний схід від села Соколів, в урочищі Безодня, за 0,3 км на північ від автошляху міжнародного значення «Київ — Чоп», за 0,3 км на схід від ґрунтової дороги, на північному та південному схилах балки, у місці, де знаходилось джерело виявлене одношарове поселення давньоруського часу (XII—XIII століття).
Південно-східна околиця села, праворуч від ґрунтової дороги, яка сполучає автошлях міжнародного значення «Київ — Чоп» з селом Соколів, на схід від діючого джерела, на північно-західному та західному схилах пагорба-гряди, що обмежена зі сходу та заходу заболоченими долинами двох струмків-витоків річки Горпинки виявлено одношарові поселення Тшинецько-комарівської культури та давньоруського часу (XII—XIII століття).
За 0,2 км на захід від села Соколів, на території тваринницької ферми ССГ, на мисоподібному уступі лівого берега одного з лівосторонніх витоків річки Горпинки, який бере свій початок від північної околиці села Банюнин виявлене одношарове поселення давньоруського часу (XII—XIII століття).

## Відомі люди
Народилися
- Безхлібник Василь Михайлович — український громадсько-політичний діяч, тереновий провідник ОУН (р) у Німеччині, редактор, публіцист.